# Полисадов, Сергей Васильевич
Сергей Васильевич Полисадов (1850—1894) — капитан 1-го ранга, директор маяков и лоции Черного и Азовского морей.

## Биография
Родился 9 (21) марта 1850 года в Париже, где его отец, В. П. Полисадов, был священником при российской дипломатической миссии.
С 17 апреля 1868 года — гардемарин. В офицеры был произведён 20 апреля 1870 года (старшинство в чине мичмана 17.04.1870); с 8 апреля 1873 года — лейтенант.
С 14 марта 1881 года служил помощником директора Черноморских и Азовских маяков. Был уволен для службы на коммерческие суда и зачислен по флоту 24 сентября 1883 года. Произведён в капитан-лейтенанты 1 января 1885 года; в капитаны 2-го ранга — 26 февраля 1885 года. С 18 мая 1885 года он вернулся на должность помощника директора Черноморских и Азовских маяков.
В 1886 году, 7 июня, был назначен старшим офицером крейсера «Память Меркурия»; с 19 марта 1888 года — командир шхуны «Псезуапе»; с 17 апреля 1889 года — командир минного крейсера «Капитан Сакен»; с 9 сентября 1891 года — командир канонерской лодки Донец.
С 20 января 1892 года исполнял обязанности директора маяков и лоции Черного и Азовского морей; был утверждён в должности 1 января 1893 года, вместе с производством в капитаны 1-го ранга. 
Скончался 26 ноября (8 декабря) 1894 года от крупозного воспаления лёгких и был похоронен в Николаеве на старом городском кладбище; могила сохранилась.

## Семья
Был женат на дочери Ф. Е. Кроуна, Евгении Фоминичне (1856/1857—?). Их дети:
- Сергей (29.04.1867—30.11.1877), умер от скарлатины.
- Пётр (20.05.1878—?), родился в Николаеве, его восприемником был дед — Фома Егорович Кроун.
- Ольга (03.10.1879—?), родилась в Николаеве, восприемниками были император Алекса́ндр II Николаевич и Елизавета Николаевна Голицына.[2]
- Юлия Торжинская (03.10.1879—?), родилась в Николаеве, восприемниками были император Алекса́ндр II Николаевич и Елизавета-Каролина Шефнера, вдова Евгения Андреевича Беренса. Жена вознесенского мещанина Григория Константиновича Торжинского (родственник Героя СССР Ивана Алексеевича Торжинского). Их дети:
  - Мария Торжинский (04.06.1915—?)
  - Василий Торжинский (24.02.1918—?)
- Наталья (27.08.1893—24.07.1886), восприемники Фёдор Фёдорович На́рбут и бабушка Юлия Карловна.
- Евгений (04.05.1888—?)

## Рекомендуемая литература
- РГА ВМФ. Ф. 432. — Оп. 5. — Д. 5475.